# Jacob & Josef Kohn
Jacob & Josef Kohn (Яков и Iосиф Конъ) — фирма по выделке гнутой венской мебели, основанная во второй половине XIX века в Австро-Венгрии Якобом Коном и его сыном Йозефом.
Фирма «Кон» являлась основным конкурентом фирмы «Братья Тонет» (фр.).
В конце XIX — начале XX века Акционерное Общество «Яков и Иосифа Конъ» поставляло в Царскую Россию около полутора тысяч моделей гнутой венской мебели. Имело в России свои фабрики, представительства и магазины.
Фирма основана Якобом Коном в 1849 году. В 1878 году она была создана под именем Якоб и Йозеф Кон. На парижской выставке первое место получило салонное кресло за конструкцию ножек. Позже в Киеве в начале XX века данное кресло сбрасывали со второго этажа в рекламных целях соревнуясь с подобными изделиями конкурентов и победили.